# رودلف فيرخوف
رودولوف فيرخوف أو رودولف فيرشو (1821 – 1902) هو طبيب وأخصائي علم أمراض وبيولوجي وسياسي وكاتب ألماني، يُعرف بوالد علم الأمراض الحديث بسبب أعماله وإنجازاته التي ساهمت في دحض الخرافات المحيطة بهذا العلم ووضع منهجيَّة واضحة ومتوازنة له، وهو معروف أيضاً باسم مؤسِّس الطب الاجتماعي والمهني، ولزملائه باسم «بابا الطب».
ولد فيرشو وترعرع في مدينة شيفيلبين كطفل وحيد لأسرة من الطبقة المتوسطة، ومنذ صغره كان طالباً لامعاً، تخلَّى عن اهتمامه باللاهوت وتحوَّل للطب بسبب ضعف صوته وعدم قدرته على غناء الترانيم الدينيَّة، حصل على شهادة الطب من معهد فريدريك فيلهلمز تحت إشراف يوهانس مولر وعمل في مستشفى شاريتيه تحت إشراف روبرت فروريب.
فشل فيرشو في مكافحة واحتواء وباء التيفوس الذي انتشر في سيليزيا عام 1847، ولكنَّه على الرغم من ذلك وضع تقريراً منهجيَّاً عن الصحة العامة في ألمانيا، وكان له العديد من الأنشطة السياسية والاجتماعية في تلك الفترة، من أقواله الشهيرة «الطب علمٌ اجتماعي، وإنَّ السياسة ما هي إلا الطب على نطاق أوسع»، شارك في ثورة 1848 ممَّا أدى لطرده من مستشفى شاريتيه، وفي عام 1849 أصبح فيرشو أول رئيس لقسم التشريح المرضي في جامعة فورتسبورغ، وبعد خمس سنوات عاد لمستشفى شاريتيه ليتولَّى إدارة معهد علم الأمراض الذي أُقيم حديثاً فيها، وفي نفس الوقت أصبح أيضاً أول رئيس لقسم التشريح والفيزيولوجيا في جامعة برلين، لاحقاً شارك فيرشو في تأسيس أحد الأحزاب السياسية في ألمانيا وانتخب على إثر ذلك عضواً في مجلس النواب البروسي حيث عارض السياسة المالية لأوتو فون بسمارك ولكنَّه أيَّد بشدة حملاته المناهضة للكاثوليكيَّة، ونادى في هذه الفترة بالثورة الاجتماعية كنوع من أنواع الصراع الثقافي.
كان فيرشو كاتباً غزير الإنتاج ويُقال إنَّ كتاباته العلميَّة فقط من مقالات وأبحاث ومنشورات تجاوزت الألفين، يعتبر كتابه «التشريح المرضي الخلوي» Cellular Pathology الذي نشر عام 1858 الأساسَ الذي قام عليه علم الأمراض الحديث، وبفضل هذا الكتاب انتشر مصطلح ومفهوم «الخلية» على الرغم من أنَّه طُرح سابقاً بشكل أو بآخر، بالإضافة لذلك أسَّس العديد من المجلَّات والجرائد العلميَّة والسياسيَّة.
من مآثر فيرشو أيضاً أنَّه أول من وصف بدقة وأعطى أسماءً للعديد من الأمراض الهامة كاللوكيميا وتصلُّب العضلات والصمة والخثار وغيرها ووصف دورة حياة العديد من الطفيليات والديدان وطرق انتقالها، ويعتبر فيرشو أيضاً أول من طوَّر منهجيَّةً لتشريح الجثث البشرية بطريقة جراحية تشمل جميع الأعضاء وتعتمد على الفحص المجهري للعينات المأخوذة ، وتكريماً له تمَّ تسمية العديد من الأمراض والحالات الطبية باسمه كعقدة فيرشو ومسافة فيرشو روبن ومتلازمة فيرشو سيكل وثلاثي فيرشو، وكان أيضاً أول من استخدم تحليل الشعر في التحقيق الجنائي الطبي واعترف بأهميته ، وقد جعلته تحليلاته للشعر ولون البشرة ولون العين ينتقد أسطورة العرق الآري التي تدَّعي بأنَّه عرق متميز عن بقية البشر.
رفض فيرشو فكرة التطور ووصف تشارلز داروين «بالجاهل» وتلميذه أرنست هيغل الذي كان من كبار أنصار الداروينية في ألمانيا «بالمجنون»، ووصف إنسان النياندرتال بأنَّه إنسان مشوه لا أكثر وليس سلفاً للبشر، من الناحية الدينية كان فيرشو لا أدري.
انتخب في عام 1861 عضواً أجنبيَّاً في الأكاديمية السويدية للعلوم، وحصل في عام 1892 على وسام كوبلي من الجمعية الملكية البريطانية، وانتخب عضواً في الأكاديمية البروسية للعلوم عام 1873.

## حياته ومسيرته العلمية
ولد فيرشو في شيفيلبين في بروسيا (بولندا الآن)، وكان الطفل الوحيد لكارل كارلوس ويوهانا ماريا نيهيس، تميَّز فيرشو بالذكاء منذ نعومة أظافره وتفوَّق في التحصيل الدراسي بشكلٍ مبكِّر وأتقن اللغة الألمانية واللاتينية واليونانية والعبرية والإنكليزية والعربية والفرنسية والإيطالية والهولندية، بدأ دراسة اللاهوت في عام 1835 وتخرَّج في عام 1839 وحاول أن يصبح قسَّاً ولكنَّ طلبه رفض لأنَّ صوته ضعيف وغير ملائم للوعظ والخطب الدينيَّة.
هذا الرفض جعله يتحوَّل لدراسة الطب خصوصاً بعد أن حصل على منحة عسكرية لدراسة الطب في معهد فريدريك فيلهيلمز في جامعة برلين ليصبح جرَّاحاً في الجيش البروسي.
نشر فيرشو أول بحث علمي له في عام 1845 حيث وضع في هذا البحث أول وصف دقيق لسرطان الدم، وتسلَّم رئاسة تحرير عدد من المجلَّات الطبية ذائعة الصيت في ألمانيا ورفض خلال هذه الفترة نشر أي مساهمات أو أبحاث تحتوي على أفكار قديمة لا تستند على التجربة العلمية، وعلى عكس أغلب الاطباء الألمان وقتها كان فيرشو يدعم بشدة الفحص السريري والتشريح المرضي والتجارب على الإنسان والحيوانات لا سيَّما على المستوى المجهري باعتبارها المبادئ الأساسية لتحقيق التقدُّم في العلوم الطبية، وذهب أبعد من ذلك عندما قال بأنَّ الخلية هي الوحدة الأساسية لجسم الإنسان ويجب دراستها لفهم كلِّ الأمراض، على الرغم من أنَّ مصطلح «الخلية» قد تمَّت صياغته من قبل العالم الإنكليزي روبرت هوك عام 1665 ولكنَّ فيرشو هو الذي وضح مفهوم الخلية وتركيب النسيج الحي ونشر هذا المفهوم في الأوساط العلمية.
في عام 1847 كلَّفت الحكومة البروسية فيرشو دراسة وباء التيفوس المُتفشِّي في سيليزيا ورغم أنَّه فشل في مكافحة الوباء ولكنَّه طوَّر أفكاره عن الطب الاجتماعي والمهني وكتب تقريراً من 190 صفحة عن وباء التيفوس في سيليزيا واعتبر هذا التقرير نقطة تحوُّل في في السياسة الصحيَّة العامة في ألمانيا، عاد إلى برلين بعدها في 10 مارس 1848 وبعد ثمانية أيام فقط اندلعت ثورة شعبية ضدَّ الحكومة هناك لإصلاح النظام السياسي ولعب فيرشو دوراً بارزاً فيها ولكنَّ هذه الثورة فشلت وطُرد من مناصبه الرسمية على إثر ذلك، غادر فيرشو برلين إلى فورتسبورغ ليشغل في جامعتها منصب أستاذ التشريح المرضي الأول في ألمانيا، وخلال السنوات الست التي قضاها هناك ركَّز على العمل العلمي والأكاديمي وكان أول عمل هام له في هذه الفترة «دليل علم الأمراض الخاصة وعلاجاتها» والذي نُشر عام 1854 وبعد عامين عاد إلى برلين ليصبح الرئيس الجديد لقسم التشريح وعلم وظائف الأعضاء في معهد فريدريك وكذلك مدير معهد علم الأمراض في مستشفى شاريتيه واستمرَّ في هذا المنصب لعشرين سنة.

## إسهاماته العلمية

### بيولوجيا الخلية
يُنسب لفيرشو العديد من الاكتشافات الهامة ولكنَّ أكثرها شهرة على الإطلاق النظرية الخلوية، والتي بنيت أصلاً على أعمال تيودور شوان وروبرت ريماك الذي اقترح أنَّ الخلايا قادرة على الانقسام لتعطي خلايا جديدة ، في البداية رفض فيرشو فكرة انقسام الخلايا ولكنَّه اقتنع أخيراً بآراء ريماك وفي عام 1855 نشر فيرشو جزءاً من أعمال ريماك ونسبها له ممَّا أدى لخلاف بين الاثنين، كرَّس فيرشو كتابه الرائع «التشريح المرضي الخلوي» لينشر نظريَّته الخلويَّة وعلى غلاف الكتاب وضع عبارته الشهيرة «كلُّ الخلايا تأتي من خلايا» ، وفي هذه المقولة رفضٌ صريح لنظرية التوالد التلقائي التي كانت سائدة في العصور القديمة والتي تقول بأنَّ الكائنات الحيَّة يمكن أن تنشأ من المواد غير الحية كظهور الديدان بشكل عفوي في اللحم المُتعفِّن، لاحقاً تمَّ دحض هذه النظريَّة بجهود العديد من العلماء وعلى رأسهم فيرشو الذي بيَّن أنَّ المصدر الوحيد للخلية الحية هو خلية حية أخرى.

### السرطان
في عام 1845 لاحظ فيرشو خلال أبحاثه زيادةً كبيرة في كريات الدم البيضاء عند بعض المرض، ووصف هذه الحالة كمرض دموي مستقل، وأطلق عليه اسم لوكيميا «ابيضاض الدم» وهو المرض المعروف اليوم على أنَّه سرطان دم.

### التشريح
من الاكتشافات الهامة لفيرشو في علم التشريح وصفه للعقدة اللمفاوية المتوضعة فوق الترقوة اليسرى وأنَّ الضخامة التي تحدث فيها واحدة من أولى علامات أورام المعدة الخبيثة، وأصبحت هذه العقدة تعرف باسم عقدة فيرشو.

### الصُمَّات الخثارية
قام فيرشو أيضاً بتوضيح آلية الصُمَّات الرئوية وهي الحالة التي يحدث فيها انسداد بخثرة دموية في أحد الأوعية الرئوية، وأشار إلى أنَّ الصُمَّات التي تسدُّ الشريان الرئوي يكون مصدرها من الأوردة الرئوية، واعتماداً على التشريح طرح فيرشو فرضيَّة أنَّ الخثرات الدموية التي تصيب الرئة تأتي من أوردة الساق وبعدها شرع في إثبات هذه الفرضيَّة بتجارب علمية دقيقة ومفصَّلة، هذه التجارب وضَّحت كيفية نشوء الخثار الوريدي والعوامل المؤهبة له، وأطلق لاحقاً على هذه العوامل ثلاثي فيرشو.

### علم الأمراض
يعتبر فيرشو هو المؤسِّس الحقيقي للعديد من فروع علم الأمراض الخلوي وعلم الأمراض المقارن (الذي يقارن بين أهم الأمراض الشائعة عند كلٍّ من البشر والحيوانات)، ويعتبر كتابه «التشريح المرضي الخلوي» الذي نشر عام 1858 على شكل مجموعة من المحاضرات هو العمل الأكثر اهميةً وتأثيراً في هذا المجال، بل ذهب البعض إلى أكثر من ذلك عندما اعتبروه أساساً للعلوم الطبية الحديثة،، وأعظم تقدُّم لعلم الطب منذ نشأته، كان هذا العمل مُبتكراً وقد اعتمد فيرشو فيه على أفكار العديد ممن سبقوه كمورغاني وبول إهرليتش، وكان من بين مساهمات فيرشو الرئيسية في تطوير التعليم الطبي الألماني هو تشجيع استخدام المجهر الضوئي من قبل طلاب الطب للبحث والدراسة حتى قيل بأنَّه كثيراً ما كان يدعو طلابه «للتفكير المجهري»، وكان أيضاً أول من ربط بين الأمراض المعدية عند البشر والحيوانات وهو الذي صاغ مصطلح «الأمراض حيوانية المنشأ»، ومن المصطلحات الأخرى التي أبدعها: الغثيان، الكروماتين، انحلال الأميلويد وغيرها، وعارض الكثير من العقائد الطبيَّة القديمة وفنَّدها اعتماداً على التجارب السريرية والمعلومات المجهرية.

### علم الطفيليات
وصف فيرشو دورة حياة الدودة الشعرانية Trichinella spiralis، حيث لاحظ وجود كتل أو بقع بيضاء على جثث البشر والكلاب وخلال الفحص المجهري تبيَّن أنَّ هذه البقع البيضاء ما هي إلا يرقات ديدان مدورة ووجد أيضاً أنَّ هذه اليرقات يمكن أن تتطور إلى ديدان مستديرة في أمعاء الكلاب وأكَّد أنَّ هذه الديدان نفسها يمكن أن تصيب البشر، واكتشف طريقةً للوقاية من هذه الديدان والقضاء عليها من خلال تسخين أو طهي اللحم المصاب لدرجة حرارة 137 فهرنهايت لمدة 10 دقائق [62]، لقد أثبتت تجارب فيرشو أيضاً أنَّ عدوى البشر تحدث بسبب تناول لحم الخنزير المصاب وهذا ما أدى للدعوة لفحص اللحوم المُعدَّة للاستهلاك البشري وتمَّ اعتمادها لأول مرة في برلين.

### تشريح الجثث
كان رودولف فيرشو أول من طوَّر منهجيَّة علميَّة لتشريح الجثث، اعتماداً على معرفته بعلم الأمراض الخلوي، ولا يزال التشريح الحديث اليوم يعتمد على تقنيَّاته وأساليبه، كان أول تشريح مرضي أجراه فيرشو عام 1845 على امرأة تبلغ الخمسين من عمرها ووجد خلال الدراسة المجهرية زيادة كبيرة في عدد الكريات البيضاء عندها وقدَّم ورقة علمية عام 1847 تحدَّث فيها عن الحالة بالتفصيل واصفاً المرض بالابيضاض أو اللوكيميا ، وأثناء إحدى عمليات التشريح عام 1857 وصف تمزق القرص الفقري، وفي عام 1856 أثناء تشريح جثة رضيع وصف ولأول مرة مرض توسع الأوعية اللمفاوية الرئوية الخلقي وهو أحد الأمراض النادرة والقاتلة، جمع فيرشو خبرته في تشريح الجثث البشرية وفحصها في كُتيِّب صغير نشره عام 1876، وكان كتابه هذا أول عمل يصف تقنيات التشريح المعتمدة لفحص التشوهات المختلفة في الأعضاء مع الاحتفاظ بعينات وأنسجة منها للفحص، وكان فيرشو يقوم بتشريح أعضاء الجسم واحداً تلو الآخر بطريقة جراحية كاملة وأصبحت هذه الطريقة لاحقاً هي الأسلوب المعياري المُتبع لتشريح الجثث.

### الطب الشرعي
يعتبر فيرشو أول من قام بتحليل الشعر في التحقيقات الجنائية الطبيَّة، وقدَّم أول تقرير عن هذه الطريقة عام 1861، وحين تمَّ استدعاؤه كخبير طبي في إحدى قضايا القتل استخدم عدة عينات شعر تمَّ جمعها من الضحية، ولكنَّه أكد أيضاً أنَّ دور الشعر كدليل جنائي قاطع هو محدود نوعاً ما، لأنَّ عينات الشعر المأخوذة من الشخص نفسه قد تكون مختلفة وأحياناً قد تتشابه العينات المأخوذة من أفراد مختلفين بشكل مدهش، كلُّ ذلك دفعه للقول بأنَّ الأدلة الجنائية المُستندة إلى تحليل الشعر غير حاسمة، وقال في شهادته المكتوبة: "لا يمتلك الشعر الموجود على المُدعى عليه أي خصائص أو ميِّزات تجعلنا نؤكِّد بشكلٍ قاطع على أنَّها أتت من رأس الضحية

### رفضه لنظرية الجراثيم المرضية
رغم كلِّ شيء لم يؤمن فيرشو بنظرية الجراثيم المرضيَّة التي دعا إليها لويس باستور وروبرت كوخ، وبدلاً من ذلك قال بأنَّ الأمراض تحدث بسبب أنشطة غير طبيعية داخل الخلايا وليس لأسباب خارجية، واعتقد أنَّ الأوبئة هي أمراض اجتماعية وليست طبية وأسبابها الرئيسية هي الفقر والوضع الاقتصادي والمعيشي السيئ ولذلك فعلاج هذه الأمراض والوقاية منها يعتمد على مكافحة أسبابها الاجتماعية واعتبر أنَّ نظرية الجراثيم المرضية تُشكِّل عائقاً كبيراً أمام العلاج والوقاية، ووصل الأمر به لمهاجمة سياسة كوخ التي تدعو لغسل أيدي الأطباء والجراحين كنوع من أنواع التطهير وتقليل العدوى، كانت فكرة فيرشو الرئيسية تفترض أنَّ الجراثيم تستخدم الأعضاء المصابة كبيئة مناسبة للتكاثر ولكنَّها ليست السبب الأساسي لحدوث المرض، وقال: «إذا استطعت العيش لحياة ثانية فسوف أكرِّسها لإثبات أنَّ الجراثيم تسعى للعيش في الأنسجة المريضة ولكنَّها ليست سبب مرض هذه الأنسجة».

## وفاته
في 4 يناير1902 تعرَّض فيرشو لكسر في عظم الفخذ وتدهورت صحته بشكل تدريجي ومات بقصور القلب بعد ثمانية أشهر في 5 سبتمبر 1902 في برلين، وأقيمت جنازة رسمية حاشدة له بعد أربعة أيام، لاحقاً دفنت زوجته معه في نفس القبر في 21 فبراير 1913.

## روابط خارجية
- رودلف فيرخوف على موقع الموسوعة البريطانية (الإنجليزية)
- رودلف فيرخوف على موقع إن إن دي بي (الإنجليزية)